# Haßfurt

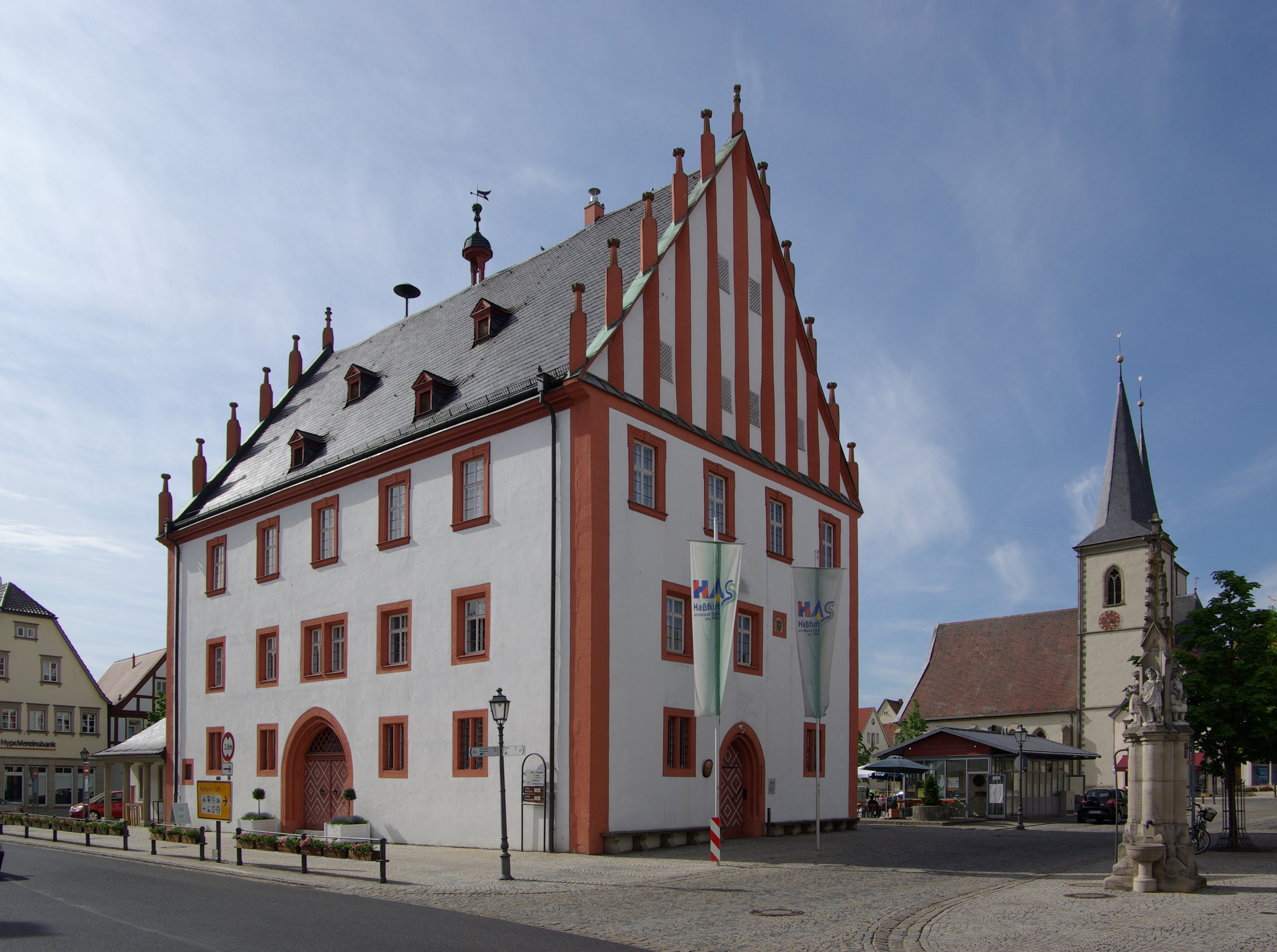
Haßfurt

Haßfurt este un oraș din Franconia Inferioară, landul Bavaria, Germania.